# All About Mormons
All About Mormons is aflevering 108 (#712) van de animatieserie South Park. In Amerika werd de aflevering voor het eerst uitgezonden op 19 november 2003.

## Verhaal
De klas krijgt er een nieuwe leerling bij: Gary Harrison. Hij is ongewoon perfect en Stan is de aangewezen persoon om Gary in elkaar te slaan, maar Gary weet hem te overtuigen en nodigt Stan zelfs uit voor het avondeten. Na het eten heeft de familie - die uit 5 kinderen en 2 ouders bestaat - een "Family Home Evening", waarbij ze spelletjes en toneelstukjes doen en lezen uit het Boek van Mormon.
Als Stans vader Randy dit hoort, wordt hij boos, omdat hij denkt dat de familie Harrison Stan probeert te bekeren tot mormoon. Ook Randy wordt echter overtuigd door de vriendelijke familie en komt uiteindelijk thuis met de mededeling dat de Harrisons de volgende avond bij de familie Marsh zullen eten. Kyle, Cartman en Kenny zijn echter boos op Stan en beweren dat hij een relatie heeft met Gary.
Tussen de belevenissen in South Park door, wordt het verhaal van Joseph Smith en het ontstaan van het mormonisme verteld. Als het verhaal - dat niet helemaal klopt met de werkelijkheid (Parker en Stone hebben de vage stukken vaak zelf opgevuld) - wordt verteld, klinkt op de achtergrond regelmatig "Dumb, dumb, dumb, dumb, dumb" of "Smart, smart smart, smart, smart". Er komen veel onduidelijkheden en gebreken aan bod in dit verhaal en de gedachte wordt gewekt dat Smith een leugenaar was.
Als Stan het hele verhaal heeft gehoord, snapt hij niet dat de mormonen dit kunnen geloven. Ook verwijt hij hen dat ze zo ontzettend aardig zijn om mensen als zijn vader te bekeren. Ook zijn vader sluit zich hier uiteindelijk bij aan en de familie wordt de deur uitgezet. De volgende dag, als de 4 hoofdpersonages bij de bushalte staan, komt Gary aanlopen. Hij zegt tegen Stan dat zijn geloof niet feitelijk waar hoeft te zijn en dat het tegenwoordig gaat om vriendschap en liefde tegenover anderen. Na "Suck my balls" te hebben gezegd, loopt hij weg, waarna Cartman opmerkt dat Gary eigenlijk best cool is.

## Culturele verwijzingen
- Als Stan bij Gary's huis aankomt, speelt Gary's familie een bordspel genaamd Living, een verwijzing naar het bordspel Levensweg. Later speelt ook de familie Marsh dit spel.
- De familie Marsh kijkt Friends wanneer Stan thuiskomt.
- Randy wordt door zijn vrouw Clubber Lang genoemd, een verwijzing naar het personage van Mr. T in de film Rocky III.
- Gary heeft voor Stan een nieuwe portemonnee gemaakt, met een foto van John Elway, een Americanfootballspeler van de Denver Broncos, op de voorkant.

## Trivia
- Kenny gaat niet dood in deze episode.